# Anfinomo e Anapia

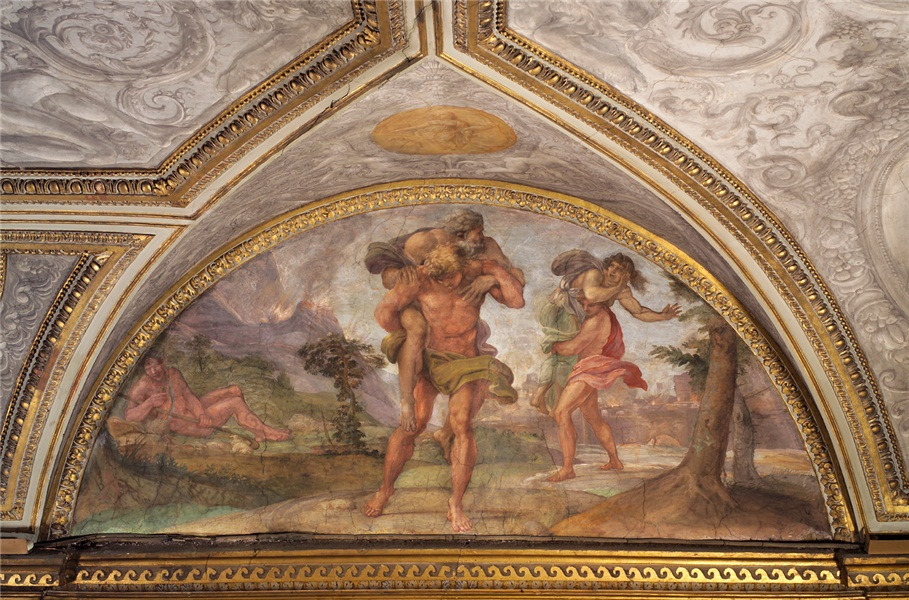
Anfinomo e Anapia fuggono con in spalla i propri genitori, affresco di Annibale Carracci del Camerino Farnese. Sulla sinistra giace Polifemo accecato.

Anfinomo e Anapia (in greco antico: Ἀμφίνομος?, Amphínomos e Ἀναπίας, Anapías), detti in latino Pii fratres ("fratelli pii") o fratres Catanenses ("fratelli catanesi"), sono due fratelli protagonisti di un racconto mitologico.

## Mito
Anfinomo e Anapia vivevano nella città di Catania, ai piedi dell’Etna.
In una eruzione del vulcano, il fuoco raggiunse ed incendiò Catania. Mentre gli abitanti cercavano di salvare le proprie ricchezze, i due fratelli pensarono solamente a porre in salvo i loro genitori. L’uno caricò il padre, l’altro la madre sulle spalle, fuggirono attraverso le fiamme che divoravano tutte le case della loro strada. Gli Dei, mossi dalla pietà ﬁliale di questi due fratelli, fecero sì che le fiamme non li toccassero, lasciando loro libero il passaggio.
Anfinomo e Anapia si resero tanto celebri per tale azione, che vennero chiamati "pii" e Siracusa e Catania iniziarono a disputarsi l’onore di aver loro dato culla e fecero gara nell'innalzare templi alla pietà ﬁliale in memoria di tale avvenimento.
L'episodio, narrato nell’Appendix Vergiliana, era ben noto nell'antichità come esempio di pietas, cioè la devozione filiale. Era considerato un vanto di Catania ed era spesso rappresentato in monete battute in questa città.

## Raffigurazioni numismatiche

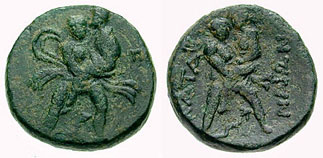
Una moneta in bronzo di Katane.
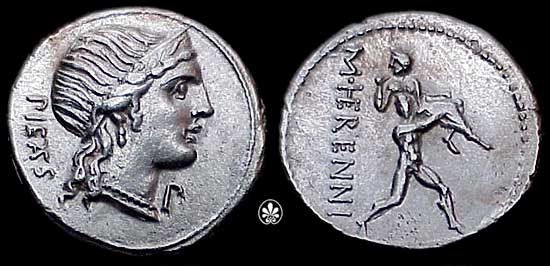
Denario di Marcus Herennius (108-107 a.C.).
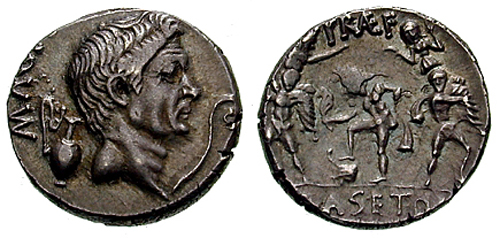
Denario di Sesto Pompeo.

Oltre a due denari e alla moneta di bronzo di Katane, esiste anche un'altra moneta di Catania legata a questo episodio. Presenta al diritto Dioniso e al rovescio i pii fratres.